# Barbarea verna
Pour les articles homonymes, voir cresson (plante).
Espèce
Classification phylogénétique
Statut de conservation UICN

 DD  : Données insuffisantes
Barbarea verna, le cresson de terre, le cresson de jardin ou la barbarée printanière, est une espèce de plantes à fleurs de la famille des Brassicaceae. C'est une plante herbacée cultivée et consommée en salade.
Il ne doit pas être confondu avec les autres sortes de cressons, notamment avec le cresson de fontaine ou avec le cresson alénois (Lepidium sativum).
Le cresson de terre est originaire d'Europe du Sud et de Turquie.
Une personne qui cultive du cresson est un cressiculteur.

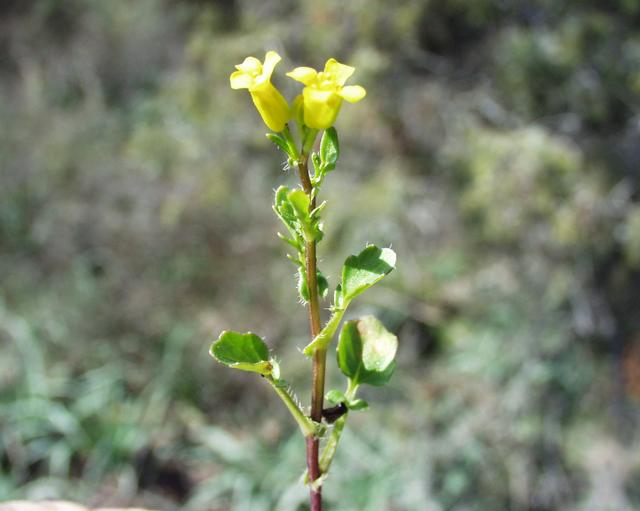
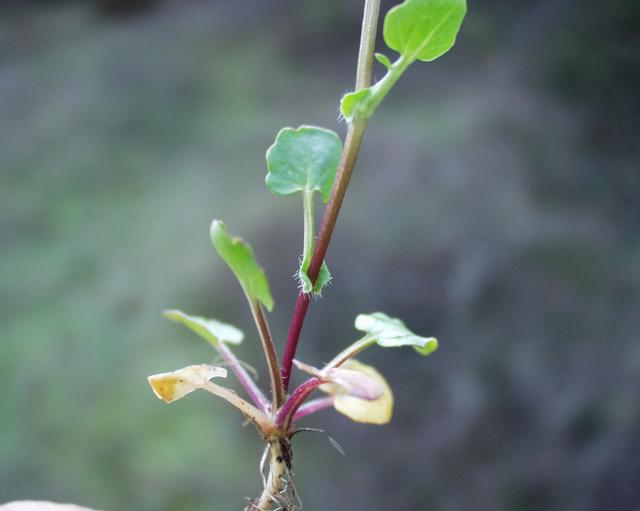

## Synonymes
- Barbarea praecox (Sm.) R.Br.
- Erysimum vernum Mill.